# Битка јарбола
Битка јарбола или битка код Феникса (арап. معركة ذات الصواري) одиграла се 655. године између Византијског царства и Рашидунског калифата испред обала Ликије, Средоземно море. Битка је део византијско-арапских ратова и завршена је победом муслимана.

## Увод
Византијску флоту је предводио Констанс II Погонат. Ова битка је први већи окршај византијске флоте и новоформиране арапске морнарице. Византијци су се уздали у своју надмоћ на мору. Она је доведена у питање када су Арапи на новооснованом Леванту почели градити сопствене ратне бродове. Новом флотом су освојили Кипар 649. године, а 654. године Родос. Абдулах ибн Сад, арапски војсковођа, настојао је искористити та подручја као базе са којих ће предузети напад на Цариград. Констант је желео да то спречи.

## Битка
У сукобу су обе стране претрпече велике губитке. Византијци су потценили своје противнике, прегусто групишући властите бродове и омогућивши Арапима бољу покретљивост. На крају су Арапи однели велику победу, а сам Констанс је једва извукао живу главу. Овом битком започиње арапска поморска хегемонија у Источном Медитерану. Грађански рат међу муслиманима који је избио следеће године спречио је напад на Цариград.